# Patresi
Patresi è una località del comune di Marciana, nell'isola d'Elba.

## Toponimo
Il toponimo, attestato nel XVI secolo come Li Patresi e Li Patressi, deriva verosimilmente dal latino petrenses («luoghi pietrosi»).

## Storia
La baia di Patresi ha sempre rappresentato uno scalo marittimo di estrema importanza per le imbarcazioni che si trovavano ad affrontare il canale di Corsica. Dai fondali antistanti provengono due anfore puniche (VII secolo a.C.), un'anfora etrusca (VI secolo a.C.), due anfore greco-italiche del 300 a.C. e svariate anfore di età romana (dal I secolo a.C. al IV d.C.).
Durante il Medioevo esisteva uno Scalum Mortigliani che compare in documenti del XIV secolo e corrisponde all'attuale località di Mortigliano (derivante dall'elbano mortella, «mirto»). All'epoca medievale e rinascimentale risale il toponimo Fabbriche dei Patresi, che indicava fornaci per la riduzione del ferro disseminate lungo la vallata. 
Sulla strategica altura ancora oggi detta La Guardia si trovava probabilmente, durante il XVI secolo, una postazione (Guardia dei Patresi) per l'avvistamento di imbarcazioni turche, cui seguì nel 1831 una piccola postazione militare detta Posto dei Patresi.
Al 1909 risale la costruzione del faro di Punta Polveraia.

## Monumenti e luoghi d'interesse
A Patresi si trova l'elegante chiesetta di Santa Lucia (1766), mentre in località Pastorecce (termine elbano che indicava dei quartieri pastorali) esisteva probabilmente una cappella di San Carlo, documentata dalla toponomastica ma oggi scomparsa. Nell'area di Patresi esistono alcune formazioni rocciose come la Cotaccia, la Cote Rossa e la Cote alla Muta.

## Geografia antropica
Il centro di Patresi si può suddividere in tre settori differenti: 
- Patresi La Guardia, il settore dell'abitato posto più a nord, in prossimità dell'antica postazione di avvistamento contro i turchi.

- Patresi Mare, il settore dell'abitato posto a contatto con il mare prende questa denominazione. Nei pressi si trova la piccola spiaggia ciottolosa di Punta Polveraia.

- Patresi Mortaio, il settore dell'abitato posto a maggiore altitudine.